# Juraj Fándly
Juraj Fándly, magyarosan: Fándly György vagy Fandl György (Ottóvölgy, 1754. március 22. – Ottóvölgy, 1811. március 7.)  szlovák katolikus pap.

## Élete
1773-ban az esztergomi érsekmegye papnövendékei közé lépett; a teológiát 1773-tól 1776-ig a budai gimnáziumban végezte. 1777-ben áldozópappá szenteltetett, azután Szegeden és 1780. június 26-ától Lakácson káplánkodott. 1780. szeptember 26.-án Nahácson lett plébános; 1807-ben hivataláról lemondott; azután szegénységben élt szülőhelyén atyja házában haláláig.

## Munkái
- Dúverná zmluva medzi mňichom a djalelom o proních a počátkach, o starodávnich a včulejšich premenach reholnickych… Pozsony, 1789 (Őszinte párbeszéd egy szerzetes és az ördög között, a régi s jelenlegi szerzetesi változásról, melyet irt négy részben az ifjabb pozsonyi papok részére. Ezen munka ellen élesen irt Kubovics Antal expaulinus, Halleban 1789-ben: Anti-Fándly c. szlovák nyelvű munkájában.)
- Pilní domajši a polni hospodar. Nagyszombat, 1792 (Szorgalmas házi és mezei gazda 4 kötetben)
- Compendiata historia gentis Slavae Georgii Papánek, de regno regibusque slavorum. Quam compendiavit… Adnexis disputabilibus historicis quaestionibus, additisque notis, similes materias indicantibus, in vetustissimo Magnae Moraviae situ, Georgii Szklenar. Nagyszombat, 1793 (A 280–286. lapokon: De postrema in Europa natione Zingarica)
- Zelinkár. Nagyszombat, 1793 (Gyógyfüvészkönyv)
- Prihodné a svátečné kážné. Nagyszombat, 1796 (Alkalmi s ünnepi szent beszédek, két kötet)
- O uhoroch ai učelách. Nagyszombat, 1802 (Ugarokról és méhekről)
- Slovenski včelár. Nagyszombat, 1802 (Tót méhész)
- O nemocách ai o viléčeňú nezdravej rožnéj lichvi. Nagyszombat, 1829 (A szarvasmarha betegségeiről és gyógyítása módjáról, második kiadás)

Írt még két szlovák nyelvű munkát: Rövid előadása az isteni tiz parancsolatnak… A gyónás és áldozásról való katekizmus.
Anton Bernoláknak, a szlovák irodalmi nyelv megalapítójának szorgalmas munkatársa volt, kivel 1793-ban az első tudományos szlovák társaságot (Učené slovenské tovarišztvo literata slavica sociates) szervezte, melynek célja volt: szlovák könyvek kiadása és terjesztése; főszékhelye: Nagyszombat, fiókosztályai: Nyitra, Rovne, Besztercebánya, Eger és Rozsnyó.